# Narashino
Narashino (習志野市?, Narashino-shi) è una città giapponese della prefettura di Chiba.
A partire dal 2006, la popolazione 158.782 unita.